# Euphorbia furcillata
La hierba del coyote (Euphorbia furcillata) es una especie de planta fanerógama perteneciente a la familia Euphorbiaceae. Es endémica de México. Llega a medir hasta 1 m de altura, las flores no tienen pétalos y sus frutos tienen forma de cápsulas. Se distribuye en la parte occidental y central de México. Habita ambientes semisecos y templados. Su uso está relacionado con tratamientos medicinales relacionados con las reumas.  

## Descripción
Es una hierba que alcanza un tamaño de 20 cm a 1m de altura, de tallos rojizos y lisos. Las hojas son angostas y puntiagudas; las flores no tienen pétalos y son pequeñas, presentan glándulas provistas con dos cuernos. Los frutos son cápsulas globosas pequeñas partidas en tres.

## Distribución y hábitat
Originaria de México. Presente en climas semisecos, secos y templados, entre los 2000 y los 2750 m s. n. m., asociada al pastizal, bosques de encino y de pino.

## Estado de conservación
Es una especie endémica de México y no se encuentra en ninguna categoría de riesgo de la NOM-059 de SEMARNAT.

## Propiedades
En Aguascalientes y Durango es recomendada comúnmente contra las reumas o dolores reumáticos, es también aplicada para aliviar dolores en general. En estos casos, se aconseja tratar la parte afectada todos los días por la noche, aplicando alcohol en el que se han dejado macerar, de 4 a 8 días, las ramas de esta planta, aunque también se reporta el empleo directo de las ramas frescas. Algunas mujeres usan la cocción de las ramas, tomada como agua de uso, para poder tener hijos.

## Taxonomía
Euphorbia furcillata fue descrita por Carl Sigismund Kunth y publicado en Nova Genera et Species Plantarum (quarto ed.) 2: 60. 1817.
Etimología
Euphorbia: nombre genérico que deriva del médico griego del rey Juba II de Mauritania (52 a 50 a. C. - 23), Euphorbus, en su honor – o en alusión a su gran vientre –  ya que usaba médicamente Euphorbia resinifera. En 1753 Carlos Linneo asignó el nombre a todo el género.
furcillata: epíteto latino 
Sinonimia
- Euphorbia campestris Schltdl. & Cham.
- Euphorbia campestris var. foliosa Millsp.
- Euphorbia campestris var. subpuberula Greenm.
- Euphorbia furcillata var. furcillata
- Euphorbia furcillata var. ribana M.C.Johnst.
- Tithymalus furcillatus (Kunth) Klotzsch & Garcke	[5][6]